# Emilio Biaggini
Emilio Biaggini (La Spezia, 20 ottobre 1896 – ...) è stato un politico italiano.
È stato podestà di Lerici.